# 諾特里達姆 (印第安納州)
諾特里達姆（英語：Notre Dame）是位於美國印地安納州聖約瑟夫縣的一個人口普查指定地區，紧邻南本德北部。
该地区主要组成部分为圣母大学校区，因此该地常住居民人口较少。

## 人口
根據2010年美國人口普查的數據，諾特里達姆的面積為3.30平方千米，當中陸地面積為3.13平方千米，而水域面積為0.17平方千米。當地共有人口5973人，而人口密度為每平方千米1,810人。